# TT182
La tombe thébaine TT 182 est située à El-Khokha, dans la nécropole thébaine, sur la rive ouest du Nil, face à Louxor en Égypte.
C'est la sépulture d'Amenemhat (Jmn-m-h3.t), scribe, datant du règne de Thoutmôsis III.